# Алфред Кучевски
Алфред Јосифович Кучевски (рус. Альфред Иосифович Кучевский; Москва, 17. мај 1931 — Москва, 15. мај 2000) био је совјетски хокејаш на леду и члан репрезентације Совјетског Савеза која је освојила историјску прву златну медаљу на Светском првенству 1954. године. Играо је на позицији одбрамбеног играча. Заслужни мајстор спорта Совјетског Савеза од 1954. године.
Кучевски је целу играчку каријеру провео у редовима московског Крила Совјетова (1949−1961) са којим је освојио титулу националног првака 1957. и титулу победника националног купа 1951. године. У првенству Совјетског Савеза одиграо је уукупно 240 утакмица и постигао 37 голова.
Са репрезентацијом Совјетског Савеза у два наврата је наступао на Зимским олимпијским играма и освојио златну медаљу у Кортини 1956. и бронзу у Скво Валију 1960. године. Поред златне медаље са СП 1954. освојио је још и сребрне медаље на СП 1955. у Немачкој и СП 1958. у Норвешкој. На светским првенствима и олимпијским играма одиграо је укупно 28 утакмица и постигао 3 гола.
По окончању играчке каријере радио је као помоћни тренер до 1972. године, а затим и као хокејашки судија и спортски новинар. Након што је прекинуо бављење хокејом оснивао је спортске кладионице и сматра се једним од зачетника спортског клађења на тлу Совјетског Савеза..